# Prionota (Prionota) serrata
Prionota (Prionota) serrata is een tweevleugelige uit de familie langpootmuggen (Tipulidae). De soort komt voor in het Oriëntaals gebied.